# Historique des évolutions technologiques de l'accordéon
 (mars 2015).
| DATE | LIEU                       | INVENTEUR                                                                           | MODÈLE                                                               | CARACTÉRISTIQUES | SOURCE |
| ---- | -------------------------- | ----------------------------------------------------------------------------------- | -------------------------------------------------------------------- | --- | --- |
| 1818 | Autriche (Vienne)          | Anton Haeckl                                                                        | Physharmonica                                                        | Clavier piano Soufflet à pédale - crée ensuite un modèle portable avec soufflet à main | Allgemeine musikalische Zeitung du 14 avril 1821. Haeckl met au point le physharmonica en 1818. Il obtient un brevet (« Privilegium ») pour cet instrument le 8 avril 1821 |
| 1822 | Allemagne                  | Friedrich Buschmann                                                                 | Handaeoline (Éoline à Main)                                          | Soufflet à main monté sur un harmonica. Bisonore et Diatonique | APEL, Willi: “Harvard dictionary of music” page 8. Harvard (U.S.A.): Harvard College, 1944 / En 1821 selon MENSING, Christian : “The Bandoneon History”. 20 décembre 2010, in http://www.inorg.chem.ethz.ch/tango/band/band_node7.html |
| 1827 | Angleterre                 | Charles Wheatstone                                                                  | Symphonium à Soufflet                                                | Soufflet à main, Unisonore, d'après le Symphonium qu'il a créé en 1825. Le soufflet n'a été ajouté qu'en 1827. //// Rebaptisé concertina en 1933, le second brevet sera déposé en 1844. | DOKTORSKI, Henry: “The Classical Squeezebox: A Short History of the Accordion and Other Free-Reed Instruments in Classical Music”. EE.UU.: Musical Performance, 2001. /// Brevet anglais N° 5803-1829 du Symphonium consultable à l'adresse http://www.concertina.com/wheatstone/Wheatstone-Concertina-Patent-No-5803-of-1829.pdf Brevet anglais N° 10041-1844 consultable à l'adresse http://www.concertina.com/wheatstone/Wheatstone-Concertina-Patent-No-10041-of-1844.pdf |
| 1829 | Autriche (Vienne)          | Cyrill Demian                                                                       | Accordion                                                            | Soufflet à main. Accords uniquement, Bisonore, Diatonique. Cinq touches le composent, chacune émet un accord en tirant, un autre en poussant. | Privilegium No 1757 du 23 mai 1829 (Office Autrichien des Brevets) - MONICHON, Pierre: “L'accordéon”, Payot, Lausanne (Suisse): Van de Velde, 1985. |
| 1834 | Allemagne                  | Carl Friedrich Uhlig                                                                | Konzertina                                                           | Soufflet à main, Bisonore. Instrument mélodique développé après avoir rencontré Demian | DOKTORSKI, Henry: “The Classical Squeezebox: A Short History of the Accordion and Other Free-Reed Instruments in Classical Music”. EE.UU.: Musical Performance, 2001. |
| 1834 | Autriche (Vienne)          | Adolf Müller                                                                        | N.N.                                                                 | Manuel Gauche avec deux boutons | MONICHON, Pierre: “L'accordéon”, Payot, Lausanne (Suisse): Van de Velde, 1985. |
| 1835 | France (Paris)             | Mathieu François Isoard et Jean-Philibert-Gabriel Pichenot                          | N.N.                                                                 | Manuel droit unisonore, soupape d'air | MONICHON, Pierre: “L'accordéon”, Payot, Lausanne (Suisse): Van de Velde, 1985. |
| 1840 | France (Paris)             | Léon Douce                                                                          | Accordéon Harmonieux                                                 | Prototype pour accordéon unisonore | MONICHON, Pierre: “L'accordéon”, Payot, Lausanne (Suisse): Van de Velde, 1985. |
| 1846 | France (Paris)             | Jacob Alexandre                                                                     | N.N.                                                                 | Registres | MONICHON, Pierre: “L'accordéon”, Payot, Lausanne (Suisse): Van de Velde, 1985. Selon Monichon, Alexandre, bien que de Russie, a vécu à Paris pendant une longue période, où il a fait breveter cette invention. |
| 1850 | Autriche (Vienne)          | Franz Walther                                                                       | N.N.                                                                 | Manuel droit chromatique à boutons | STRAHL HARRINGTON, Helmi et KUBIK, Gerhard: “Accordion” pages 56-66 from “New Grove Dictionary of Music and Musicians”, 2nd edition. London (Angleterre): MacMillan, 2000. |
| 1852 | Allemagne                  | Matthäus Bauer                                                                      | N.N.                                                                 | Premier accordéon à clavier de piano à droite. Sur le côté gauche, les boutons sont toujours utilisés pour jouer des accords. | MIREK, Alfred: “Reference Book on Harmonicas”, Moscou (Russie): Auto-Publication, 1992. |
| 1853 | France (Paris)             | Auguste Alexandre Titeux et Auguste Théophile Rousseau                              | N.N.                                                                 | Manuel droit à clés | DIETERLEN, Michel: “L'Harmonium”, Lille (France): “Atelier National de reproduction des thèses”, 1996. |
| 1870 | Russie (Toula)             | Nicolai Ivanovitch Beloborodov                                                      | N.N.                                                                 | Manuel droit chromatique à boutons, à 3 rangs | MONICHON, Pierre: “L'accordéon”, Payot, Lausanne (Suisse): Van de Velde, 1985. |
| 1880 | Italie (Stradella)         | Tessio Jovani                                                                       | N.N.                                                                 | Basses standard au clavier gauche | MIREK, Alfred: “Reference Book on Harmonicas”, Moscou (Russie): Auto-Publication, 1992. |
| 1885 | Italie (Castelfidardo)     | Mattia Beraldi                                                                      | N.N.                                                                 | Basses standard au clavier gauche | MONICHON, Pierre: “L'accordéon”, Payot, Lausanne (Suisse): Van de Velde, 1985. |
| 1890 | Autriche (Vienne)          | Matthäus Bauer                                                                      | N.N.                                                                 | Basses chromatiques au clavier gauche | MAURER, Walter: “Accordion”, Vienne (Autriche): Edition Harmonia, 1983. |
| 1890 | Italie (Catania)           | Rosario Spadaro                                                                     | N.N.                                                                 | Basses chromatiques au clavier gauche | BUGIOLACHI, Beniamino; FRATI, Zeilo et MORONI, Marco: “Castelfidardo e la storia della fisarmonica”, Castelfidardo (Italie): Acura dell'Amministrazione Comunale di Castelfidardo e Della Provincia di Ancona, Assessorati Cultura e Turismo, 1986. |
| 1890 | Italie (Stradella)         | Mariano Dallapé                                                                     | N.N.                                                                 | Basses chromatiques au clavier gauche | STRAHL HARRINGTON, Helmi y KUBIK, Gerhard: “Accordion” pages 56-66 in “New Grove Dictionary of Music and Musicians”, 2nd edition. London (Angleterre): MacMillan, 2000. |
| 1891 | Allemagne (Bavière)        | Georg Mirwald                                                                       | N.N.                                                                 | Manuel droit chromatique à boutons | MIREK, Alfred: “Reference Book on Harmonicas”, Moscou (Russie): Auto-Publication, 1992. |
| 1891 | Russie (Saint-Pétersbourg) | Usine A. E. KULAKOV                                                                 | Bayan (1re utilisation du terme)                                     | Clavier droit à 2 rangs, accompagnement accords main gauche | MIREK, Alfred: “Reference Book on Harmonicas”, Moscou (Russie): Auto-Publication, 1992. |
| 1897 | Italie                     | Paolo Soprani, Mattia Beraldi, Raimondo Piatanesi                                   | Fisarmonica Cromatica                                                | Brevet pour l'accordéon chromatique à basses standards. Main droite : système chromatique sur trois rangs (l'actuel clavier système italien) Main Gauche : accords majeurs, mineurs, et de septième de dominante, avec seulement 12 sons chromatiques de base.les fondamentaux du système dit aujourd'hui « à basses standards » (Paolo Soprani, Mattia Beraldi (main gauche), Raimondo Piatanesi(main droite) | BUGIOLACHI, Beniamino; FRATI, Zeilo; et MORONI, Marco: “Castelfidardo e la storia della fisarmonica”, Castelfidardo (Italie): Acura dell'Amministrazione Comunale di Castelfidardo e Della Provincia di Ancona, Assessorati Cultura e Turismo, 1986. |
| 1897 | Autriche (Vienne)          | Firme Wyborny                                                                       | N.N.                                                                 | Basses chromatiques au clavier gauche | MIREK, Alfred: “Reference Book on Harmonicas”, Moscou (Russie): Auto-Publication, 1992. |
| 1898 | Italie                     | Pasquale Ficosecco                                                                  | N.N.                                                                 | Basses rapportées au clavier gauche | BUGIOLACHI, Beniamino; FRATI, Zeilo; et MORONI, Marco: “Castelfidardo e la storia della fisarmonica”, Castelfidardo (Italie): Acura dell'Amministrazione Comunale di Castelfidardo e Della Provincia di Ancona, Assessorati Cultura e Turismo, 1986. |
| 1905 | France (Paris)             | Savoia – Gagliardi                                                                  | N.N.                                                                 | Basses rapportées au clavier gauche | GAGLIARDI, Giovanni: “Manualetto del fisarmonicista” (1911) pages 55-145. Bochum (Allemagne): Augemus Musikverlag, 2004. |
| 1907 | Russie (Riazan)            | le facteur d’accordéons Pjotr Sterligov et l’accordéoniste Jakov Orlanski-Titarenko | Bayan (instrument de référence pour le terme à partir de cette date) | Modèle à quatre rangs de boutons à droite, clavier gauche composé de six rangs d’accords et de basses « libres » | MIREK, Alfred: “Reference Book on Harmonicas”, Moscou (Russie): Auto-Publication, 1992. |
| 1911 | France                     | Schenardi, pour Gagliardi                                                           | Cromo-Accordéon (Cromo-Harmonica)                                    | à droite deux claviers à 5 rangs , avec boutons en ligne droite (système dit « belge ») Pour la main gauche, deux rangées de boutons placés de quinte en quinte. | Brevet d'invention N° 423.798 le 26 avril 1911 |
| 1911 | Belgique                   | Auteur inconnu                                                                      | N.N.                                                                 | Convertisseur de clavier gauche | MACEROLLO, Joseph: “Accordion Resource Manual”, Canada: The Avondale Press, 1980. |
| 1924 | Italie                     | Scandalli                                                                           | N.N.                                                                 | clavier de main gauche à 3 rangées "chromatiques". | MONICHON, Pierre: “L'accordéon”, Payot, Lausanne (Suisse): Van de Velde, 1985. |
| 1929 | Italie (Stradella)         | Mariano Dallape                                                                     | N.N.                                                                 | Cassotto (Caisse de Résonance) | ??? |
| 1929 | Russie                     | W. Samsonov                                                                         | N.N.                                                                 | Convertisseur de clavier gauche | ROSINSKIEJ, Elzbiety (2010): “Historia Akordeonu”. 28 avril 2011, in http://www.cyja.pl/historiaakordeonu.php |
| 1929 | Russie                     | P. Sterligov                                                                        | N.N.                                                                 | Convertisseur de clavier gauche | ZAVIALOV, V.R.: “L'accordéoniste: Du Folklore à la professionnalisation” Voronej (URSS), 1977. |
| 1929 | France                     | Scandalli pour Jules Prez                                                           | Clavilame                                                            | Convertisseur de clavier gauche (clavier 120 "basses" dont on peut modifier 2 rangées en "notes" chromatiques par un mécanisme spécial) | MONICHON, Pierre: “L'accordéon”, Payot, Lausanne (Suisse): Van de Velde, 1985. |
| 1947 | France                     | Cavagnolo                                                                           | N.N.                                                                 | système à déclencheur – convertisseur Les rangs d'accords main gauche sont convertibles en basses libres, sans modifier la disposition des "basses". | MONICHON, Pierre: “L'accordéon”, Payot, Lausanne (Suisse): Van de Velde, 1985. |
| 1948 | France                     | Pierre Monichon                                                                     | Harmonéon                                                            | Pour obtenir une acoustique homogène entre droite et gauche, Monichon supprime les accords main gauche pour un clavier mélodique comme celui de la main droite. Le mécanisme main gauche est allégé, et la facture des deux caisses plus proches. | MONICHON, Pierre: “L'accordéon”, Payot, Lausanne (Suisse): Van de Velde, 1985. |
| 1959 | Italie                     | Vittorio Mancini                                                                    | N.N.                                                                 | Convertisseur Moderne : finalise le déclencheur sur 3 rangs d'accords | LLANOS, Ricardo: “Capítulo I: Érase una vez… sobre la historia del acordeón y su repertorio”, pages 13-16, in “Pun txan txan”. Vitoria (Espagne): Auto-Publication (Distribution: Erviti), 2004. |